# Ray Dolby
Pour les articles homonymes, voir Dolby (homonymie).
Ray Dolby (né le 18 janvier 1933 à Portland, en Oregon, mort le 12 septembre 2013 à San Francisco, en Californie) est un ingénieur américain.
Il est l'inventeur du système de réduction des bruits de fond (Dolby NR), et le président-fondateur des laboratoires Dolby. Il a déposé quelque 50 brevets, qui lui valent son admission au Temple de la renommée des inventeurs américains (National Inventors Hall of Fame).

## Biographie

### Jeunesse et formation
Ray Dolby est le fils d'un courtier immobilier. Il naît à Portland en Oregon, puis déménage avec sa famille à San Francisco en Californie. Il rencontre l'ingénieur Alexander M. Poniatoff (en), fondateur de l'entreprise d'électronique Ampex établie à Redwood City. À partir de 1949, Dolby est employé à temps partiel par la société, alors qu'il est encore lycéen, et travaille à la mise au point du premier enregistreur magnétique. Il intègre l'université Stanford en 1953 et continue à travailler aux premiers prototypes d'enregistreurs vidéo sur bande. En 1957, il obtient un baccalauréat ès sciences (Bachelor of Science). Il poursuit ses études au Royaume-Uni grâce à une bourse Marshall et une bourse de recherche NSF-GRF (en) de la National Science Foundation. Il étudie la physique au Pembroke College de l'université de Cambridge, où il obtient un doctorat (PhD) en 1961,.

### Carrière professionnelle
Entre 1963 et 1965, Ray Dolby est employé comme conseiller technique par l'Organisation des Nations unies en Inde. Il retourne ensuite au Royaume-Uni, où il fonde les Laboratoires Dolby. La même année, il invente le Dolby Sound System, dont le brevet est déposé en 1969. En 1976, il s'établit à San Francisco, où est localisé le nouveau siège de son entreprise.
Dolby est l'inventeur du système de réduction des bruits de fond, connu sous le nom de Dolby NR (Dolby noise-reduction system), pour les bandes magnétiques audio, et du son multicanal ou son « surround ». Il est aussi le co-inventeur de l'enregistrement vidéo sur bande magnétique, alors qu'il travaillait chez Ampex,.
Ray Dolby dépose 50 brevets au cours de sa carrière, avant de prendre sa retraite en 2011. En 2013, le magazine Forbes estime sa fortune à 2,3 milliards de dollars.

## Philanthropie
Ray Dolby et son épouse Dagmar effectuent des dons en faveur de divers organismes. Ils soutiennent notamment le centre médical California Pacific de San Francisco et l'université de Californie à San Francisco (UCSF), où est édifié le Ray and Dagmar Dolby Regeneration Medicine Building.

## Distinctions

### Décoration
En 1986, Ray Dolby est fait officier honoraire de l'Ordre de l'Empire britannique (OBE).

### Récompenses
L'ingénieur américain est récompensé par l'Académie des arts et des sciences du cinéma, qui lui décerne un Oscar scientifique ou technique (Academy Scientific and Technical Award) en 1979 et un Oscar dix ans plus tard. L'Académie nationale des arts et des sciences de la télévision lui remet un Emmy en 1989 et 2005. La National Academy of Recording Arts and Sciences lui attribue un Grammy award en 1995,.
La Society of Motion Picture and Television Engineers (SMPTE) lui remet le Samuel L. Warner Memorial Medal Award en 1978, la médaille du progrès en 1983 et la médaille d'or Alexander M. Poniatoff. En 1997, Ray Dolby reçoit la médaille nationale de la technologie et de l'innovation, le Masaru Ibuka Consumer Electronics Award (en) de l'Institute of Electrical and Electronics Engineers et la Medal of Achievement de l'American Electronics Association (en).
En 2004, il est admis au National Inventors Hall of Fame.
Il détient des doctorats honoraires de l'université de Cambridge (doctorat en sciences) et de l'université d’York.

## Vie privée et famille
Ray Dolby souffre de la maladie d'Alzheimer durant plusieurs années. En 2013, les médecins diagnostiquent une leucémie. Il meurt le 12 septembre 2013 à San Francisco.
L'ingénieur et son épouse Dagmar ont deux fils, Tom Dolby (en), journaliste et romancier, et David Dolby, qui siège au conseil d'administration de l'entreprise.